# Emily Fitzroy

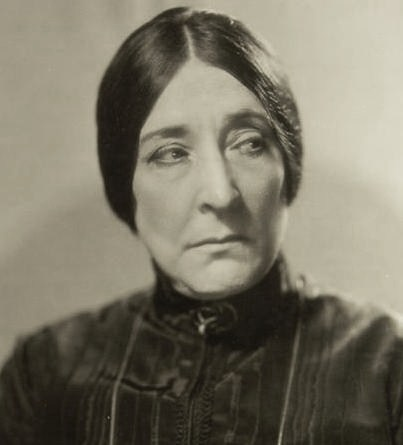
Fitzroy em In Show Boat (1929)

Emily Fitzroy (24 de maio de 1860 – 3 de março de 1954) foi uma atriz inglesa, que eventualmente tornou-se uma norte-americana. Ela atuou durante o cinema mudo, entre as décadas de 1910 e 1940.

## Filmografia selecionada
- East Lynne (1916)
- The Climbers (1919)
- The Man Who Lost Himself (1920)
- The Frisky Mrs. Johnson (1920)
- The New York Idea (1920)
- Way Down East (1920)
- Out of the Chorus (1921)
- Find the Woman (1922)
- Strangers of the Night (1923)
- The Purple Highway (1923)
- The Red Lily (1924)
- Her Night of Romance (1924)
- His Hour (1924)
- The Red Kimona (1925)
- Never the Twain Shall Meet (1925)
- Are Parents People? (1925)
- Zander the Great (1925)
- Bardelys the Magnificent (1926)
- The Bat (1926)
- Love (1927)
- Mockery (1927)
- No Babies Wanted (1928)
- The Trail of '98 (1928)
- The Bridge of San Luis Rey (1929)
- Show Boat (1929)
- The Man from Blankley's (1930)
- She's My Weakness (1930)
- Misbehaving Ladies (1931)
- Timbuctoo (1933)
- Don Quixote (1933)
- The Bold Cabarello (1936)
- Vigil in the Night (1940)
- Two-Faced Woman (1941)
- The White Cliffs of Dover (1944)